# Medina (dokumentarfilm)
|  | Denne artikel er oprettet af botten Steenthbot ud fra en ekstern database. Den kan derfor have sproglige fejl eller mangler. Denne skabelon kan fjernes efter kontrol af indholdet. |

 For alternative betydninger, se Medina (flertydig). (Se også artikler, som begynder med Medina)
Medina er en dansk dokumentarfilm fra 2022 instrueret af Kaspar Astrup Schröder.

## Handling
Medina er en eksklusiv fortælling, der går helt tæt på den danske popdronning, der efter mere end 10 år øverst på hitlisterne, beslutter sig for at revurdere sit liv. Et hæsblæsende og succesrigt liv har slidt hende fysisk og i høj grad også mentalt. Medina er et talentfuldt og ambitiøst, men også meget følsomt menneske, som de danske musikjournalister og tabloidpresse har forfulgt, mobbet og hånet mere end nogen anden dansk stjerne. Ligesom hun gennem årene har været udsat for flere stalkere, der i den grad har stresset hende og kørt hende i sænk og som i årevis har betydet et liv med politiet på speeddial og fast livvagt.
Nu står hun et sted i livet, hvor hun ønsker at trække en streg i sandet: Hun elsker at skrive musik til sine mange fans verden over, men hun har også mødt kærligheden i sit liv og vil starte en familie, og helt enkelt have det godt igen, i sin krop og i sit sind. Har stalkere og sladderpressen smadret hendes lyst til at performe for bestandigt, eller er det muligt at forene et popstjerneliv med en tålelig hverdag?
Medina er et eksklusivt og intimt portræt af op- og nedture hos den danske superstjerne og stilikon, der ved siden af musikken er en driftig forretningskvinde. Filmen undersøger hvordan det er at være larger-than-life i et samfund, der elsker at nedgøre succesrige mennesker, og hvordan livet former en kvinde i konstant spotlys. En kærlig og omsorgsfuld kvinde der stort set bare ønsker at blive elsket for den, hun er, og den kunst, hun laver.

## Medvirkende
- Medina